# Marvel 2099
Marvel 2099 è stato un marchio editoriale di fumetti della casa editrice statunitense Marvel Comics, esordito nel 1992. L'idea di base era quella di reinterpretare alcuni classici personaggi come l'Uomo Ragno, contestualizzandoli in un'ambientazione futuristica e distopica, coerente con la continuity classica. Nelle guide Official Handbook to the Marvel Universe questa linea temporale è classificata come «Terra-928».

## Ambientazione
Lo scenario è futuristico e distopico, ispirato dalle ambientazioni cyberpunk alla Blade Runner, dove il Nord America è uno stato di polizia governato da mega-corporazioni come la Alchemax che gestisce una forza di polizia locale, chiamata "Occhio Pubblico". 

## Storia editoriale

### Anni novanta
Vengono creati i corrispettivi futuristici dei principali personaggi della Marvel, pubblicati in omonime testate della linea 2099: Uomo Ragno 2099, Punitore 2099 e Destino 2099 e inoltre, dopo molti anni dalla sua ultima creazione, Stan Lee crea e torna a scrivere un nuovo personaggio, Ravage, al quale viene dedicata una testata omonima, Ravage 2099. Negli anni successivi vengono aperte altre testate come X-Men 2099, Ghost Rider 2099, Hulk 2099, Fantastici Quattro 2099 e X-Nation 2099, con protagonisti la versione futuristica degli eroi omonimi, finché la crisi finanziaria della Marvel porta a licenziare Joey Cavalieri, editor della linea 2099 e nel 1996, la linea editoriale si ridusse a una sola testata, 2099: World of Tomorrow, che durò otto numeri. Nei due anni seguenti uscirono altre testate ma sempre di breve durata, collegate alla linea 2099 che venne poi abbandonata se si eccettuano i riferimenti nella storyline scritta da Peter David su Capitan Marvel.

### Anni 2000
Nel 2000 la Marvel ha ideato un'altra linea alternativa, Ultimate Marvel, la cui differenza principale con la linea 2099 è che non è ambientata nel futuro della linea classica, ma nel presente di una linea alternativa e, teoricamente, completamente scollegata dalle serie classiche.
Nel 2004, all'interno della linea Marvel Knights, finalizzata al rilancio di personaggi in crisi,  la Marvel dedica alcuni albi alla linea 2099 non mantenendo però l'evoluzione coerente con la linea sviluppata negli anni novanta, trattandosi di una linea temporale futuribile divergente, che è stata definita «Terra-2992».
Gli albi appartenenti a questa nuova linea sono:
- Marvel Knights 2099: Daredevil n. 1
- Marvel Knights 2099: Black Panther n. 1
- Marvel Knights 2099: The Inhumans n. 1
- Marvel Knights 2099: The Punisher n. 1
- Marvel Knights 2099: Mutant n. 1

Nel 2005, la serie Exiles mostra l'omonimo gruppo di personaggi visitare l'universo 2099 classico, cioè quello noto come Terra-928, sugli albi n° 75 e 76, facenti parte dell'arco narrativo World Tour. Al gruppo degli Exiles si unisce l'Uomo Ragno 2099.

## Pubblicazioni
La linea editoriale Marvel 2099 concepita negli anni novanta comprendeva le seguenti testate:
- Spider-Man 2099 (1992-1996)
- Ravage 2099 (1992-1995)
- Doom 2099 (1993-1996)
- Punisher 2099 (I) (1993-1995)
- 2099 Unlimited (1993-1995)
- X-Men 2099 (1993-1996)
- 2099 Limited Ashcan (1993)
- 2099 Sketchbook (1993)
- Ghost Rider 2099 (1994-1996)
- Hulk 2099 (1994-1995)
- Spider-Man 2099 Annual (1994)
- Venom 2099 (1995)
- 2099 A.D. (1995)
- 2099 Special: The World of Doom (1995)
- X-Men 2099 Special (1995)
- Spider-Man 2099 meets Spider-Man (1995)
- Spider-Man 2099 Special (1995)
- 2099 A.D. Apocalypse (1995)
- Ghost Rider 2099: Daddy Dearest (1995)
- 2099 A.D. Genesis (1996)
- Fantastic Four 2099 (1996)
- X-Nation 2099 (1996)
- X-Men 2099: Oasis (1996)
- 2099: World of Tomorrow (1996-1997)
- 2099: Manifest Destiny (1998)

### Edizioni italiane
In italiano le prime testate 2099 furono pubblicate inizialmente dalla casa editrice Star Comics sulla testata Marvel 2099 che, a partire dal giugno 1993, esordì con un numero unico il quale conteneva il primo numero delle edizioni originali delle testate Spider-Man 2099, Doom 2099, The Punisher 2099 e Ravage 2099. A giugno 1993 esordì la serie regolare L'Uomo Ragno 2099. In seguito i diritti sulla pubblicazione sono passati alla Marvel Italia che, oltre a far proseguire L'Uomo Ragno 2099, ha anche proposto altre storie nelle testate, X-Men 2099, 2099 Special e 2099 A.D., più alcuni numeri speciali.